# Grenade (Haute-Garonne)
Grenade is een gemeente in het Franse departement Haute-Garonne (regio Occitanie). De plaats maakt deel uit van het arrondissement Toulouse. Grenade telde op 1 januari 2022 9.039 inwoners.

## Geografie
De oppervlakte van Grenade bedroeg op 1 januari 2022 37,01 vierkante kilometer; de bevolkingsdichtheid was toen 244,2 inwoners per km².

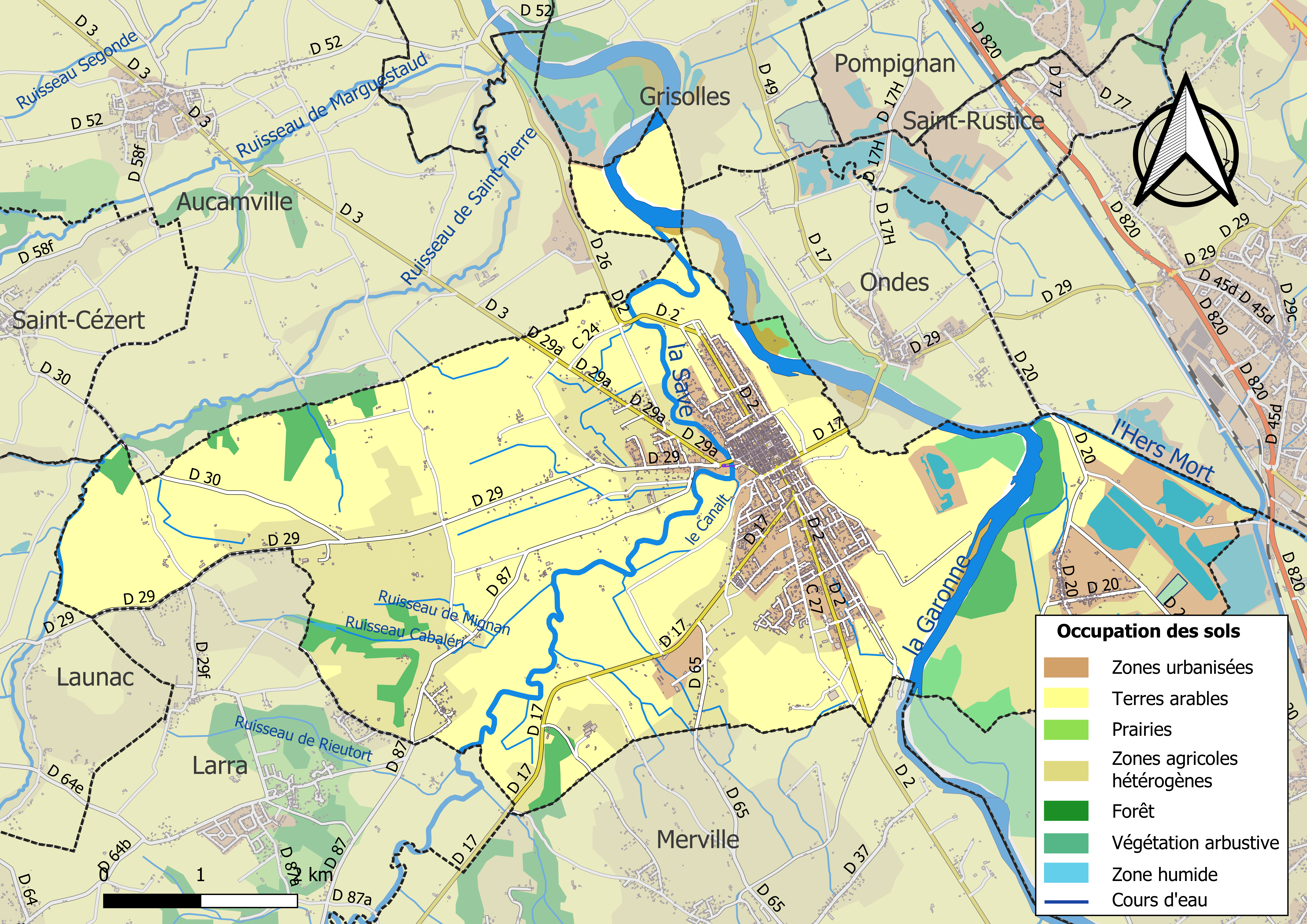
Kaart van de gemeente met belangrijkste infrastructuur, bodemgebruik en omliggende gemeenten

## Demografie
Onderstaande figuur toont het verloop van het inwonertal (bron: INSEE-tellingen).